# Москвич
Москвич (рус. ОАО Москвич, у преводу "Московљанин", "становник Москве") је руска и совјетска фабрика аутомобила, која се налазила у Југоисточном административном округу Москве. Фабрика је производила аутомобиле марке Форд, ГАЗ, КИМ и Москвич. 
Основана је у децембру 1930. године као Државна аутомобилска фабрика "Комунистичка интернационала младежи" (рус. Государственный автосборочный завод имени КИМ) указом Свесавезног аутотракторног савеза СССР и била је филијала Горковске аутофабрике. Прва склапана возила у новој фабрици су били Форд А и Форд АА, а прва совјетска ГАЗ-АА од дијелова слатих из Горког. Током Другог свјетског рата је био евакуисан на Урал када се првенствено фабрика занимала индустријом за војне потребе. Након рата, већ у мају 1945. године, фабрика почиње за производњом аутомобила Москвич и фабрика се преименовала у "Москвоску фабрику малолитарских аутомобила" (рус. Московский завод малолитражных автомобилей или скраћено МЗМА). Од 1946. до 1956. године производиће се аутомобили прве генерације Москвича. Друга генерација аутомобила ће се производити од 1956., па до 1965. године. Непосредно пред крај производње, 1964. године креће произвдоња треће генерације Москвича. Четири године касније, 1968. фабрика ће промијенити назив у "Аутомобилска фабрика "Лењински комсомол" (рус. Автомобильный завод имени Ленинского комсомола, скраћено АЗЛК). Посљедњи примјерци треће генерације су произведени 1988. године. Четврта, уједно и посљедња генерација аутомобила почиње са производњом 1986. године и завршава се банкротом предузећа. 
1998. године део територије и радионица фабрике пребачен је у заједничко аутомобилско предузеће Владе Москве и Русије. Предузеће се првобитно звало Аутофрамос, касније под контролом компаније Рено Русија. Од 1998.до 2022. производио је аутомобиле Рено и Ниссан.
У мају 2022. године имовина Рено России прешла је у власништво московске владе. Градоначелник Москве Сергеј Собјанин најавио је планове за производњу аутомобила у фабрици под брендом "Москвич". 23. новембра 2022. године најављен је почетак производње цроссовера Москвицх 3, који представља поновљену верзију кинеског кросовер-а JAC JS4.

## Признања, одликовања и награде
| Одликовање | Назив одликовања                                                    |
| ---------- | ------------------------------------------------------------------- |
|            | Орден Октобарске револуције                                         |
|            | Орден Радничке црвене заставе                                       |
|            | Јубилејни почасни знак у част 50 година постојања Совјетског Савеза |